# 자은남국민학교
자은남국민학교는 대한민국 전라남도 신안군에 있었던 초등학교다.

## 학교 연혁
- 1964년 12월 7일 자은남국민학교 개교
- 1967년 4월 1일 도서벽지학교 '을'급 지정
- 1986년 1월 1일 도서벽지학교 '나'급 조정
- 1995년 3월 1일 폐교 및 자은국민학교 통폐합